# 全米図書賞
全米図書賞（ぜんべいとしょしょう、英語: National Book Awards）は、1950年3月15日に、アメリカの複数の出版社グループによって創設され、現在は全米図書協会（National Book Foundation）によって運営されている、アメリカで最も権威のある文学賞の一つである。

## 概要
2022年時点で、フィクション・ノンフィクション・詩・翻訳・児童文学の5部門があり、受賞者には副賞として賞金10,000ドルと銅の彫像が贈られる。
全米図書賞では、部門の構造や相互関係が分かりづらいので、もともとの構造を下に示す。
- フィクション
- ノンフィクション
  - アート・アンド・レターズ部門
  - 歴史・伝記部門
  - 科学・哲学・宗教部門
- 詩部門
- 翻訳部門
- 児童文学

次の3つの部門は、1964年まではノンフィクション部門の中のあくまでサブカテゴリ（細分類）であった。その後独立の部門に格上げされたが、引き続きノンフィクション類から選んでいることに変わりは無い。
- アート・アンド・レターズ部門
- 歴史・伝記部門
- 科学・哲学・宗教部門

## フィクション部門（FICTION）
フィクション（fiction）の部門（カテゴリ）。
- フィクション部門 （Fiction, 1950-）
- ファースト・ノベル部門 （First Novel, 1980-1983）
- ミステリー部門 （Mystery, 1980）
- SF部門 （Science Fiction, 1980）
- ウエスタン部門 （Western, 1980）
- First Work of Fiction部門 （1984,1985）

- 第1回（1950年）- ネルソン・オルグレン 『黄金の腕』 "The Man With The Golden Arm" (『黄金の腕』として映画化)
- 第2回（1951年）- ウィリアム・フォークナー "The Collected Stories of William Faulkner"
- 第3回（1952年）- ジェームズ・ジョーンズ 『地上より永遠に』 "From Here to Eternity"
- 第4回（1953年）- ラルフ・エリソン 『見えない人間』 "Invisible Man"
- 第5回（1954年）- ソール・ベロー 『オーギー・マーチの冒険』 "The Adventures of Augie March"
- 第6回（1955年）- ウィリアム・フォークナー 『寓話』 "A Fable"
- 第7回（1956年）- ジョン・オハラ（英語版） "Ten North Frederick"
- 第8回（1957年）- ライト・モリス 『視界』 "The Field of Vision"
- 第9回（1958年）- ジョン・チーヴァー 『ワップショット家の人びと』 "The Wapshot Chronicle"
- 第10回（1959年）- バーナード・マラマッド 『魔法のたる』 "The Magic Barrel"
- 第11回（1960年）- フィリップ・ロス 『さようならコロンバス』 "Goodbye Columbus"
- 第12回（1961年）- コンラッド・リクター "The Waters of Kronos"
- 第13回（1962年）- ウォーカー・パーシー 『映画狂時代』 "The Moviegoer"
- 第14回（1963年）- J・F・パワーズ "Morte D'Urban"
- 第15回（1964年）- ジョン・アップダイク 『ケンタウロス』 "The Centaur"
- 第16回（1965年）- ソール・ベロー 『ハーツォグ』 "Herzog"
- 第17回（1966年）- キャサリン・アン・ポーター "The Collected Stories of Katherine Anne Porter"
- 第18回（1967年）- バーナード・マラマッド 『修理屋』 "The Fixer"
- 第19回（1968年）- ソーントン・ワイルダー 『第八の日に』 "The Eighth Day"
- 第20回（1969年）- イエールジ・コジンスキー 『異境』 "Steps"
- 第21回（1970年）- ジョイス・キャロル・オーツ 『かれら』 "Them"
- 第22回（1971年）- ソール・ベロー 『サムラー氏の惑星』 "Mr. Sammler's Planet"
- 第23回（1972年）- フラナリー・オコナー 『フラナリー・オコナー全短篇』 "The Complete Stories of Flannery O'Connor"
- 第24回（1973年）- ジョン・バース 『キマイラ』 "Chimera"
- 第24回（1973年）- ジョン・ウィリアムズ "Augustus"
- 第25回（1974年）- トマス・ピンチョン 『重力の虹』 "Gravity's Rainbow"
- 第25回（1974年）- アイザック・バシェヴィス・シンガー 『羽の冠・銀の冠』 "A Crown of Feathers and Other Stories"
- 第26回（1975年）- ロバート・ストーン "Dog Soldiers" (『ドッグ・ソルジャー』として映画化)
- 第26回（1975年）- トマス・ウィリアムズ The Hair of Harold Roux
- 第27回（1976年）- ウィリアム・ギャディス 『JR』 "JR"
- 第28回（1977年）- ウォーレス・ステグナー "The Spectator Bird"
- 第29回（1978年）- メアリー・リー・セットル "Blood Ties"
- 第30回（1979年）- ティム・オブライエン 『カチアートを追跡して』 "Going After Cacciato"
- 第31回（1980年）- ウィリアム・スタイロン 『ソフィーの選択』 "Sophie's Choice" （ハード・カバー）
- 第31回（1980年）- ジョン・アーヴィング 『ガープの世界』 "The World According to Garp" （ペーパー・バック）
- 第31回（1980年）- ウィリアム・ワルトン "Birdy" （ファースト・ノベル部門）(『バーディ』として映画化)
- 第31回（1980年）- ジョン・D・マクドナルド "The Green Ripper" （ミステリー部門-ハード・カバー）
- 第31回（1980年）- フレデリック・ポール 『JEM』 "Jem" （SF部門-ハード・カバー）
- 第31回（1980年）- ウォルター・ワンゲリン 『ブック・オブ・ザ・ダンカウ』 "The Book of the Dun Cow" （SF部門-ペーパー・バック）
- 第31回（1980年）- ルイス・ラムーア "Bendigo Shafter" （ウエスタン部門）
- 第32回（1981年）- ライト・モリス "Plains Song" （ハード・カバー）
- 第32回（1981年）- ジョン・チーヴァー "The Stories of John Cheever" （ペーパー・バック）
- 第32回（1981年）- アレン・アレンズバーグ "Sister Wolf" （ファースト・ノベル部門）
- 第33回（1982年）- ジョン・アップダイク 『金持になったウサギ』 "Rabbit is Rich" （ハード・カバー）
- 第33回（1982年）- ウィリアム・マックスウェル "So Long, See You Tomorrow" （ペーパー・バック）
- 第33回（1982年）- ロブ・F・デュー "Dale Loves Sophie to Death" （ファースト・ノベル部門）
- 第34回（1983年）- アリス・ウォーカー 『カラーパープル』 "The Color Purple" （ハード・カバー）
- 第34回（1983年）- ユードラ・ウェルティ "Collected Stories of Eudora Welty" （ペーパー・バック）
- 第34回（1983年）- グロリア・ネイラー "The Women of Brewster Place" （ファースト・ノベル部門）
- 第35回（1984年）- エレン・ギルクリスト 「日本に勝つ」(新潮社『80年代アメリカ女性作家短篇選』所収) "Victory over Japan: A Book of Stories"
- 第35回（1984年）- ハリエット・ドウア 『イバーラの石』 "Stones for Ibarra" （First Work of Fiction部門）
- 第36回（1985年）- ドン・デリーロ 『ホワイト・ノイズ』 ,"White Noise"
- 第36回（1985年）- ボブ・シャコーチス "Easy in the Islands" （First Work of Fiction部門）
- 第37回（1986年）- E・L・ドクトロウ 『紐育万国博覧会』 ,"World's Fair"
- 第38回（1987年）- ラリー・ヘインマン "Paco's Story"
- 第39回（1988年）- ピート・デクスター 『パリス・トラウト』 "Paris Trout"
- 第40回（1989年）- ジョン・ケイシー "Spartina"
- 第41回（1990年）- チャールズ・ジョンソン 『中間航路』 "Middle Passage"
- 第42回（1991年）- ノーマン・ラッシュ "Mating"
- 第43回（1992年）- コーマック・マッカーシー 『すべての美しい馬』 "All the Pretty Horses"
- 第44回（1993年）- E・アニー・プルー 『シッピング・ニュース』 "The Shipping News"
- 第45回（1994年）- ウィリアム・ギャディス "A Frolic of His Own"
- 第46回（1995年）- フィリップ・ロス "Sabbath's Theater"
- 第47回（1996年）- アンドレア・バレット "Ship Fever and Other Stories"
- 第48回（1997年）- チャールズ・フレイジャー 『コールドマウンテン』 "Cold Mountain"
- 第49回（1998年）- アリス・マクダーモット 『チャーミング・ビリー』 "Charming Billy"
- 第50回（1999年）- ハ・ジン 『待ち暮らし』"Waiting"
- 第51回（2000年）- スーザン・ソンタグ 『イン・アメリカ』 "In America"
- 第52回（2001年）- ジョナサン・フランゼン 『コレクションズ』 "The Corrections"
- 第53回（2002年）- ジュリア・グラス 『六月の組曲』 "Three Junes"
- 第54回（2003年）- シャーリー・ハザード "The Great Fire"
- 第55回（2004年）- リリー・タック "The News from Paraguay"
- 第55回（2005年）- ウィリアム・T・ヴォルマン "Europe Central"
- 第55回（2006年）- リチャード・パワーズ 『エコー・メイカー』 "The Echo Maker"
- 第55回（2007年）- デニス・ジョンソン (文筆家) 『煙の樹』"Tree of Smoke"
- 第56回（2008年）- ピーター・マシーセン"Shadow Country"
- 第57回（2009年）- コラム・マッキャン 『世界を回せ』"Let the Great World Spin"
- 第58回（2010年）- en:Jaimy Gordon "Lord of Misrule"
- 第59回（2011年）- ジェスミン・ウォード 『骨を引き上げろ』"Salvage the Bones"
- 第60回（2012年）- ルイーズ・アードリック "The Round House"
- 第61回（2013年）- ジェイムズ・マクブライド（英語版） "The Good Lord Bird"
- 第62回（2014年）- フィル・クレイ（英語版） 『一時帰還』"Redeployment"
- 第63回（2015年）- アダム・ジョンソン（英語版） "Fortune Smiles"
- 第64回（2016年）- コルソン・ホワイトヘッド 『地下鉄道』"The Underground Railroad"
- 第65回（2017年）- ジェスミン・ウォード 『歌え、葬られぬ者たちよ、歌え』"Sing, Unburied, Sing"
- 第66回（2018年）- シーグリッド・ヌーネス 『友だち』"The Friend"
- 第67回（2019年）- en:Susan Choi "Trust Exercise"
- 第68回（2020年）- チャールズ・ユウ（英語版）"Interior Chinatown"
- 第69回（2021年）- en:Jason Mott "Hell of a Book"
- 第70回（2022年）- en:Tess Gunty "The Rabbit Hutch"
- 第71回（2023年）- en:Justin Torres "Blackouts"
- 第72回（2024年）- en:Percival Everett "James"

## ノンフィクション部門（NONFICTION）
ノンフィクションの部門
- ノンフィクション部門 （Nonfiction, 1950-1963, 1984-）
- 一般ノンフィクション部門 （General Nonfiction, 1980-1983）

- 第1回（1950年）- ラルフ・L・ラスク, "Ralph Waldo Emerson"
- 第2回（1951年）- ニュートン・アーヴィン（英語版）, "Herman Melville"
- 第3回（1952年）- レイチェル・カーソン, 『われらをめぐる海』 "The Sea Around Us"
- 第4回（1953年）- バーナード・デ・ボォート（英語版）, "The Course of Empire"
- 第5回（1954年）- ブルース・カットン（英語版）, "A Stillness at Appomattox"
- 第6回（1955年）- ジョセフ・ウッド・クルーチ（英語版）, "The Measure of Man"
- 第7回（1956年）- ハーバート・クブリ（英語版）, "An American in Italy"
- 第8回（1957年）- ジョージ・ケナン, 『ソヴェト革命とアメリカ ― 第一次大戦と革命』Soviet-American Relations, 1917-1920 vol.2: Russia Leaves the War
- 第9回（1958年）- カサリン・ドリンカー・ボーエン（英語版）, "The Lion and the Throne"
- 第10回（1959年）- J・クリストファー・ヘロルド, "Mistress to an Age: A Life of Madame De Stael"
- 第11回（1960年）- リチャード エルマン（英語版）, 『ジェイムズ・ジョイス伝』 "James Joyce"
- 第12回（1961年）- ウィリアム・L・シャイラー, 『第三帝国の興亡』 "The Rise and Fall of the Third Reich"
- 第13回（1962年）- ルイス・マンフォード, 『歴史の都市明日の都市』 "The City in History: Its Origins, its Transformations and its Prospects"
- 第14回（1963年）- リオン・エデル（英語版）, "Henry James, Vol. II: The Conquest of London, Henry James, Vol. III: The Middle Years"
- 第31回（1980年）- トム・ウルフ, 『ザ・ライト・スタッフ』 "The Right Stuff" （ハード・カバー）
- 第31回（1980年）- ピーター・マシーセン, 『雪豹』 "The Snow Leopard" （ペーパー・バック）
- 第32回（1981年）- マキシーン・ホン・キングストン（英語版）, 『アメリカの中国人』『チャイナ・メン』 "China Men" （ハード・カバー）
- 第32回（1981年）- ジェーン・クレイマー（英語版）, 『ラスト・カウボーイ ― ある現代カウボーイの夢と現実』 "The Last Cowboy: Europeans and The Politics of Memory" （ペーパー・バック）
- 第33回（1982年）- トレイシー・キダー（英語版）, 『超マシン誕生 ― コンピュータ野郎たちの540日』 "The Soul of a New Machine" （ハード・カバー）
- 第33回（1982年）- ヴィクター・S・ナヴァスキー（英語版）, 『ハリウッドの密告者 ―1950年代アメリカの異端審問』"Naming Names" （ペーパー・バック）
- 第34回（1983年）- フォックス・バターフィールド（英語版）, 『中国人』 "China: Alive in the Bitter Sea" （ハード・カバー）
- 第34回（1983年）- ジェイムズ・ファローズ, 『ナショナル・ディフェンス』 "National Defense" （ペーパー・バック）
- 第35回（1984年）- ロバート・V・レミニ（英語版）, "Andrew Jackson & the Course of American Democracy, 1833-1845"
- 第36回（1985年）- J・アンソニー・ルーカス（英語版）, "Common Ground: A Turbulent Decade in the Lives of Three American Families"
- 第37回（1986年）- バリー・ロペス（英語版）, 『極北の夢』 "Arctic Dreams: Imagination and Desire in a Northern Landscape"
- 第38回（1987年）- リチャード・ローズ, 『原子爆弾の誕生』 "The Making of the Atomic Bomb"
- 第39回（1988年）- ニール・シーハン（英語版）, 『輝ける嘘』 "A Bright Shining Lie: John Paul Vann and America in Vietnam"
- 第40回（1989年）- トーマス・フリードマン, 『ベイルートからエルサレムへ ― NYタイムズ記者の中東報告』 "From Beirut to Jerusalem"
- 第41回（1990年）- ロン・チャーナウ（英語版）, 『モルガン家 ― 金融帝国の盛衰』 "The House of Morgan: An American Banking Dynasty and the Rise of Modern Finance"
- 第42回（1991年）- オルランド・パターソン（英語版）, "Freedom, Vol. 1: Freedom in the Making of Western Culture"
- 第43回（1992年）- ポール・モネット（英語版）, "Becoming a Man: Half a Life Story"
- 第44回（1993年）- ゴア・ヴィダル, 「ケネディ家の野望に警鐘を鳴らす」、「牙を抜かれたニクソン」、「アメリカの現状」などの一部邦訳, "United States: Essays 1952-1992"
- 第45回（1994年）- シャーウィン・B・ヌーランド（英語版）, 『人間らしい死にかた ― 人生の最終章を考える』 "How We Die: Reflections on Life's Final Chapter"
- 第46回（1995年）- ティナ・ローゼンバーグ（英語版）, 『過去と闘う国々 ― 共産主義のトラウマをどう生きるか 』 "The Haunted Land: Facing Europe's Ghosts After Communism"
- 第47回（1996年）- ジェイムズ・キャロル（英語版）, "An American Requiem: God, My Father, and the War that Came Between Us"
- 第48回（1997年）- ジョゼフ・J・エリス（英語版）, "American Sphinx: The Character of Thomas Jefferson"
- 第49回（1998年）- エドワード・ボール（英語版）, "Slaves in the Family"
- 第50回（1999年）- ジョン・ダワー, 『敗北を抱きしめて ― 第二次大戦後の日本人』 "Embracing Defeat: Japan in the Wake of World War II"
- 第51回（2000年）- ナサニエル・フィルブリック（英語版）, 『復讐する海 ― 捕鯨船エセックス号の悲劇』 "In the Heart of the Sea: The Tragedy of the Whaleship Essex"
- 第52回（2001年）- アンドリュー・ソロモン, 『真昼の悪魔 ― うつの解剖学』 "The Noonday Demon: An Atlas of Depression"
- 第53回（2002年）- ロバート・A・キャロ（英語版）, "Master of the Senate: The Years of Lyndon Johnson"
- 第54回（2003年）- カルロス・アイル（英語版）, "Waiting for Snow in Havana: Confessions of a Cuban Boy"
- 第55回（2004年）- ケヴィン・ボイル（英語版）, "Arc of Justice: A Saga of Race, Civil Rights, and Murder in the Jazz Age"
- 第56回（2005年）- ジョーン・ディディオン,『悲しみにある者』 "The Year of Magical Thinking"
- 第57回（2006年）- ティモシー・イーガン（英語版）, "The Worst Hard Time: The Untold Story of Those Who Survived the Great American Dust Bowl"
- 第58回（2007年）- ティム・ワイナー（英語版）,『CIA秘録 ― その誕生から今日まで』"Legacy of Ashes: The History of the CIA"
- 第59回（2008年）- アネット・ゴードン・リード（英語版）, "The Hemingses of Monticello: An American Family"
- 第60回（2009年）- T・J・スタイルズ（英語版）, "The First Tycoon: The Epic Life of Cornelius Vanderbilt"
- 第61回（2010年）- パティ・スミス, 『ジャスト・キッズ』 "Just Kids"
- 第62回（2011年）- スティーヴン・グリーンブラット, 『一四一七年、その一冊がすべてを変えた』"The Swerve: How the World Became Modern"
- 第63回（2012年）- キャサリン・ブー（英語版）, 『いつまでも美しく ― インド・ムンバイのスラムに生きる人びと』"Behind the Beautiful Forevers: Life, Death, and Hope in a Mumbai Undercity"
- 第64回（2013年）- ジョージ・パッカー（英語版）, 『綻びゆくアメリカ ― 歴史の転換点に生きる人々の物語』"The Unwinding: An Inner History of the New America"
- 第65回（2014年）- エヴァン・オスノス（英語版）, "Age of Ambition: Chasing Fortune, Truth, and Faith in the New China"
- 第66回（2015年）- タナハシ・コーツ,『世界と僕のあいだに』"Between the World and Me"
- 第67回（2016年）- イブラム・X・ケンディ（英語版）, "Stamped from the Beginning: The Definitive History of Racist Ideas in America"
- 第68回（2017年）- マーシャ・ゲッセン（英語版）, "The Future Is History: How Totalitarianism Reclaimed Russia"
- 第69回（2018年）- ジェフリー・C・スチュワート（英語版）, "The New Negro: The Life of Alain Locke"
- 第70回（2019年）- Sarah M. Broom（英語版）, "The Yellow House"
- 第71回（2020年）- en:Les Payne＆ en:Tamara Payne, "The Dead Are Arising: The Life of Malcolm X"
- 第72回（2021年）- en:Tiya Miles, "All That She Carried: The Journey of Ashley’s Sack, a Black Family Keepsake"
- 第73回（2022年）- en:Imani Perry, "South to America: A Journey Below the Mason-Dixon To Understand the Soul of a Nation"
- 第74回（2023年）- en:Ned Blackhawk, "The Rediscovery of America: Native Peoples and the Unmaking of US History"
- 第75回（2024年）- en:Jason De León, "Soldiers and Kings: Survival and Hope in the World of Human Smuggling"

## アート・アンド・レターズ（ARTS AND LETTERS）
部門名として使われている「アート・アンド・レターズ」は、あまり一般的な部門名ではないが、全米図書賞では1964年まではノンフィクション部門のサブカテゴリーとして扱われていた。
この「アート・アンド・レターズ」部門は、漠然とノンフィクション作品全体を対象とした部門ではなく、特定の特徴を備えたノンフィクション作品のための部門であり、具体的には芸術創造の探求、文芸批評、知的探求などを扱った作品などに焦点をあわせている部門である。芸術・文学あるいは文化的および歴史的なことに関して芸術的な探求を行っているノンフィクション本に光を当てることで人々に気づいてもらうための部門である。
- 第15回（1964年）- アイリン・ワード, "John Keats: The Making of a Poet"
- 第16回（1965年）- エレナ・クラーク（英語版）, "The Oysters of Locmariaquer"
- 第17回（1966年）- ジャネット・フラナー（英語版）, "Paris Journal, 1944-1965"
- 第18回（1967年）- ジャスティン・カプラン（英語版）, "Mr. Clemens and Mark Twain: A Biography"
- 第19回（1968年）- ウィリアム・トロイ（英語版）, "Selected Essays"
- 第20回（1969年）- ノーマン・メイラー, 『夜の軍隊』 "The Armies of the Night: History as a Novel, The Novel as History"
- 第21回（1970年）- リリアン・ヘルマン, 『未完の女 ― リリアン・ヘルマン自伝』 "An Unfinished Woman: A Memoir"
- 第22回（1971年）- フランシス・スティーグミュラー（英語版）, "Cocteau: A Biography"
- 第23回（1972年）- チャールズ・ローゼン, "The Classical Style: Haydn, Mozart, Beethoven"
- 第24回（1973年）- アーサー・M・ウィルソン, "Diderot"
- 第25回（1974年）- ポーリン・ケイル, "Deeper into the Movies"
- 第26回（1975年）- ロジャー・シャタック（英語版）, "Marcel Proust"
- 第26回（1975年）- ルイス・トマス（英語版）, 『細胞から大宇宙へ ― メッセージはバッハ』 "The Lives of a Cell: Notes on a Biology Watcher"
- 第27回（1976年）- ポール ファッセル（英語版）, "The Great War and Modern Memory"

## 歴史・伝記部門（HISTORY AND BIOGRAPHY）
この「歴史・伝記部門」は、もともとはノンフィクション部門のサブカテゴリ（細分類）として扱われていたが、格上げされて、この全米図書賞では独立した部門として扱われるようになった。だが、ノンフィクション本の一種であることに変わりはない。
- 歴史・伝記部門 （History and Biography, 1964-1971）
- 歴史部門 （History, 1972-1982）
- 伝記部門 （Biography, 1972-1975, 1980）
- 伝記・自叙伝部門 （Biography and Autobiography, 1976-1979）
- 自叙伝部門 （Autobiography, 1980）
- 自叙伝・伝記部門 （Autobiography / Biography, 1981-1983）

- 第15回（1964年）- ウィリアム・ハーディー・マクニール, "The Rise of the West: A History of the Human Community"
- 第16回（1965年）- ルイス・フィッシャー, 『レーニン』 "The Life of Lenin"
- 第17回（1966年）- アーサー・シュレジンガー, 『ケネディ ― 栄光と苦悩の一千日』 "A Thousand Days"
- 第18回（1967年）- ジェイムズ・メリル, "The Enlightenment, Vol. I: An Interpretation the Rise of Modern Paganism"
- 第19回（1968年）- ジョージ・ケナン, 『ジョージ F・ケナン回顧録 ― 対ソ外交に生きて』 "Memoirs: 1925-1950"
- 第20回（1969年）- ウィンスロップ・D・ジョーダン, "White over Black: American Attitudes Toward the Negro, 1550-1812"
- 第21回（1970年）- T・ハリー・ウィリアムス, "Huey Long"
- 第22回（1971年）- ジェームズ・マグレガー・バーンズ, 『ローズベルトと第二次大戦 ― 1940-1945 自由への戦い』 "Roosevelt: The Soldier of Freedom"
- 第23回（1972年）- ジョゼフ・P・ラッシュ, "Eleanor and Franklin: The Story of Their Relationship, Based on Eleanor Roosevelt's Private Papers" （伝記部門）
- 第23回（1972年）- アラン・ネヴィンズ, "Ordeal of the Union, Vols. VII & VIII: The Organized War, 1863-1864 and The Organized War to Victory" （歴史部門）
- 第24回（1973年）- ジェームズ・T・フレクスナー, "George Washington, Vol. IV: Anguish and Farewell, 1793-1799" （伝記部門）
- 第24回（1973年）- ロバート・M・マイヤーズ, "The Children of Pride Isaiah Trunk" （歴史部門）
- 第25回（1974年）- ジョン・クライヴ, "The Shaping of the Historian" （伝記部門・歴史部門）
- 第25回（1974年）- ダグラス・デイ, "Malcolm Lowry: A Biography" （伝記部門）
- 第26回（1975年）- リチャード・シュウォール, "The Life of Emily Dickinson" （伝記部門）
- 第26回（1975年）- バーナード・ベイリン, "The Ordeal of Thomas Hutchinson" （歴史部門）
- 第27回（1976年）- デイビッド・B・デイヴィス, "The Problem of Slavery in the Age of Revolution, 1770-1823" （歴史・伝記部門）
- 第28回（1977年）- W・A・スウォンバーグ（英語版）, "Norman Thomas: The Last Idealist" （伝記・自叙伝部門）
- 第28回（1977年）- アーヴィング・ハウ（英語版）, "World of Our Fathers" （歴史部門）
- 第29回（1978年）- W・ジャクソン・ベイト, "Samuel Johnson" （伝記・自叙伝部門）
- 第29回（1978年）- デヴィッド・マカルー, 『海と海をつなぐ道 ― パナマ運河建設史』 "The Path Between the Seas: The Creation of the Panama Canal 1870-1914" （歴史部門）
- 第30回（1979年）- アーサー・シュレジンガー, "Robert Kennedy and His Times" （伝記・自叙伝部門）
- 第30回（1979年）- リチャード・B・デイヴィス, "Intellectual Life in the Colonial South, 1585-1763" （歴史部門）
- 第31回（1980年）- ローレン・バコール, 『私一人』 "Lauren Bacall by Myself" （自叙伝部門-ハード・カバー）
- 第31回（1980年）- マルカム・カウリー, "And I Worked at the Writer's Trade: Chapters of Literary History 1918-1978" （自叙伝部門-ペーパー・バック）
- 第31回（1980年）- エドマンド・モリス, "The Rise of Theodore Roosevelt" （伝記部門-ハード・カバー）
- 第31回（1980年）- A・スコット・バーグ（英語版）, 『名編集者パーキンズ ― 作家の才能を引きだす 』 "Max Perkins: Editor of Genius" （伝記部門-ペーパー・バック）
- 第31回（1980年）- ヘンリー・キッシンジャー, 『キッシンジャー秘録』 "The White House Years" （歴史部門-ハード・カバー）
- 第31回（1980年）- バーバラ・タックマン, 『遠い鏡 ― 災厄の14世紀ヨーロッパ』 "A Distant Mirror: The Calamitous 14th Century" （歴史部門-ペーパー・バック）
- 第32回（1981年）- ジャスティン・カプラン, "Walt Whitman" （自叙伝・伝記部門-ハード・カバー）
- 第32回（1981年）- デアドル・ベア, "Samuel Beckett" （自叙伝・伝記部門-ペーパー・バック）
- 第32回（1981年）- ジョン・ボズウェル（英語版）, 『キリスト教と同性愛 ― 1～14世紀西欧のゲイ・ピープル』 "Christianity, Social Tolerance and Homosexuality" （歴史部門-ハード・カバー）
- 第32回（1981年）- レオン・リトワク, "Been in the Storm so Long: The Aftermath of Slavery" （歴史部門-ペーパー・バック）
- 第33回（1982年）- デヴィッド・マカルー,"Mornings on Horseback" （自叙伝・伝記部門-ハード・カバー）
- 第33回（1982年）- ロナルド・スティール（英語版）, 『現代史の目撃者 ― リップマンとアメリカの世紀』 "Walter Lippmann and the American Century" （自叙伝・伝記部門-ペーパー・バック）
- 第33回（1982年）- F・ピーター・ジョン・パウエル,"People of the Sacred Mountain: A History of the Northern Cheyenne Chiefs and Warrior Societies, 1830-1879" （歴史部門-ハード・カバー）
- 第33回（1982年）- ロバート・ウォール, "The Generation of 1914" （歴史部門-ペーパー・バック）
- 第34回（1983年）- ジュディス・サーマン（英語版）, "Isak Dinesen: The Life of a Storyteller" （自叙伝・伝記部門-ハード・カバー）
- 第34回（1983年）- ジェームズ・R・メロウ（英語版）, "Nathaniel Hawthorne in His Time" （自叙伝・伝記部門-ペーパー・バック）
- 第34回（1983年）- アラン・ブリンクリー（英語版）, "Voices of Protest: Huey Long, Father Coughlin and the Great Depression" （歴史部門-ハード・カバー）
- 第34回（1983年）- フランク・E・マニュエル（英語版）、フリッツィ・P・マニュエル, 『西欧世界におけるユートピア思想』"Utopian Thought in the Western World" （歴史部門-ペーパー・バック）

## 科学・哲学・宗教部門（SCIENCE, PHILOSOPHY AND RELIGION）
この「科学・哲学・宗教部門」は、もともとノンフィクション部門のサブカテゴリ（細分類）として扱われていたが、格上げされて、全米図書賞では独立した部門として扱われるようになった。
だが、ノンフィクション本の一種であることに変わりはない。
- 科学・哲学・宗教部門 （Science, Philosophy and Religion, 1964-1968）
- 科学部門 （Science, 1969, 1971-1975, 1980-1983）
- 哲学・宗教部門 （Philosophy and Religion, 1970, 1972-1975）
- 宗教・精神世界部門 （Religion / Inspiration, 1980）

- 第15回（1964年）- クリストファー・ターナード ＆ ボリス・プシュカレフ, 『国土と都市の造形』 "Man-made America"
- 第16回（1965年）- ノーバート・ウィーナー, 『科学と神 ― サイバネティックスと宗教』 "God and Golem, Inc: A Comment on Certain Points where Cybernetics Impinges on Religion"
- 第17回（1966年）- 受賞者なし
- 第18回（1967年）- オスカー・ルイス,『ラ・ビーダ ― プエルト・リコの一家族の物語』 "La Vida"
- 第19回（1968年）- ジョナサン・コゾル, 『死を急ぐ幼き魂 ― 黒人差別教育の証言』 "Death at an Early Age"
- 第20回（1969年）- ロバート J・リフトン, 『死の内の生命 ― ヒロシマの生存者』 "Death in Life: Survivors of Hiroshima" （科学部門）
- 第21回（1970年）- エリク・エリクソン, 『ガンディーの真理 ― 戦闘的非暴力の起原』 "Gandhi's Truth: On the Origins of Militant Nonviolence" （哲学・宗教部門）
- 第22回（1971年）- レイモンド P・スターンズ, "Science in the British Colonies of America" （科学部門）
- 第23回（1972年）- マーティン E・マーティー, "Righteous Empire: The Protestant Experience in America" （哲学・宗教部門）
- 第23回（1972年）- ジョージ L・スモール, "The Blue Whale" （科学部門）
- 第24回（1973年）- S・E・オールストローム, "A Religious History of the American People" （哲学・宗教部門）
- 第24回（1973年）- ジョージ・シャラー（英語版）, 『セレンゲティライオン』 "The Serengeti Lion: A Study of Predator-Prey Relations" （科学部門）
- 第25回（1974年）- モーリス・ナタンソン（英語版）, "Edmund Husserl: Philosopher of Infinite Tasks" （哲学・宗教部門）
- 第25回（1974年）- サルバドール・エドワード・ルリア, 『分子から人間へ ― 生命・この限りなき前進』 "Life: The Unfinished Experiment" （科学部門）
- 第26回（1975年）- ロバート・ノージック, 『アナーキー・国家・ユートピア ― 国家の正当性とその限界』 "Anarchy, State and Utopia" （哲学・宗教部門）
- 第26回（1975年）- シルヴァーノ・アリエティ, 『精神分裂病の解釈』 "Interpretation of Schizophrenia" （科学部門）
- 第26回（1975年）- ルイス・トマス, 『細胞から大宇宙へ ― メッセージはバッハ 』 "The Lives of a Cell: Notes on a Biology Watcher" （科学部門）
- 第31回（1980年）- エレーヌ・ペイゲルス, 『ナグ・ハマディ写本 ― 初期キリスト教の正統と異端』 "The Gnostic Gospels" （宗教・精神世界部門-ハード・カバー）
- 第31回（1980年）- シェルドン・ヴァンオーケン, "A Severe Mercy" （宗教・精神世界部門-ペーパー・バック）
- 第31回（1980年）- ダグラス・ホフスタッター, 『ゲーデル、エッシャー、バッハ ― あるいは不思議の環』 "Godel, Escher, Bach: An Eternal Golden Braid" （科学部門-ハード・カバー）
- 第31回（1980年）- ゲーリー・ズーカフ, 『踊る物理学者たち』 "The Dancing Wu Li Masters: An Overview of the New Physics" （科学部門-ペーパー・バック）
- 第32回（1981年）- スティーヴン・ジェイ・グールド, 『パンダの親指 ― 進化論再考』 "The Panda's Thumb: More Reflections on Natural History" （科学部門-ハード・カバー）
- 第32回（1981年）- ルイス・トマス, 『歴史から学ぶ医学 ― 医学と生物学に関する29章』 "The Medusa and the Snail" （科学部門-ペーパー・バック）
- 第33回（1982年）- ドナルド・ジョハンソン ＆ マイランド A・エディ, 『ルーシー ― 謎の女性と人類の進化』 "Lucy: The Beginnings of Humankind" （科学部門-ハード・カバー）
- 第33回（1982年）- フレッド・アラン・ウルフ（英語版） ,『量子の謎をとく ― アインシュタインも悩んだ・・・』 "Taking the Quantum Leap: The New Physics for Nonscientists" （科学部門-ペーパー・バック）
- 第34回（1983年）- アブラハム・パイス（英語版）, 『神は老獪にして・・・ ― アインシュタインの人と学問』 "Subtle is the Lord...": The Science and Life of Albert Einstein （科学部門-ハード・カバー）
- 第34回（1983年）- フィリップ・J・デイヴィス ＆ ルーベン・ヘルシュ, 『数学的経験』 "The Mathematical Experience" （科学部門-ペーパー・バック）

## 詩部門（POETRY）
詩の部門
- 第1回（1950年）- ウィリアム・カーロス・ウィリアムズ, 『パターソン』 "Paterson: Book III and Selected Poems"
- 第2回（1951年）- ウォレス・スティーヴンズ, 『秋のオーロラ』"The Auroras of Autumn"
- 第3回（1952年）- マリアンヌ・ムーア（英語版）, "Collected Poems"
- 第4回（1953年）- アーチボルト・マクリーシュ, "Collected Poems, 1917-1952"
- 第5回（1954年）- コンラッド・エイケン（英語版）, "Collected Poems"
- 第6回（1955年）- ウォレス・スティーヴンズ, "The Collected Poems of Wallace Stevens"
- 第7回（1956年）- W・H・オーデン, 「アキレスの盾」"The Shield of Achilles"
- 第8回（1957年）- リチャード・ウィルバー, "Things of the World"
- 第9回（1958年）- ロバート・ペン・ウォーレン, "Promises: Poems, 1954-1956"
- 第10回（1959年）- セオドー・レトキ（英語版）, 『風に寄せる言葉』"Words for the Wind"
- 第11回（1960年）- ロバート・ローウェル, 『人生研究』"Life Studies"
- 第12回（1961年）- ランダル・ジャレル, "The Woman at the Washington Zoo"
- 第13回（1962年）- アラン・デュガン（英語版）, "Poems"
- 第14回（1963年）- ウィリアム・スタフォード（英語版）, "Traveling Through the Dark"
- 第15回（1964年）- ジョン・クロウ・ランサム, "Selected Poems"
- 第16回（1965年）- セオドー・レトキ, 『遠い野原』"The Far Field"
- 第17回（1966年）- ジェイムズ・ディッキー（英語版）, "Buckdancer's Choice: Poems"
- 第18回（1967年）- ジェイムズ・メリル（英語版）, "Nights and Days"
- 第19回（1968年）- ロバート・ブライ, 『体のまわりの光』"The Light Around the Body"
- 第20回（1969年）- ジョン・ベリーマン, "His Toy, His Dream, His Rest"
- 第21回（1970年）- エリザベス・ビショップ, "The Complete Poems"
- 第22回（1971年）- モナ・ヴァン・ダイン（英語版）, "To See, To Take"
- 第23回（1972年）- ハワード・モス（英語版）, "Selected Poems"
- 第23回（1972年）- フランク・オハラ（英語版）, "The Collected Works of Frank O'Hara"
- 第24回（1973年）- A・R・アモンズ（英語版）, "Collected Poems, 1951-1971"
- 第25回（1974年）- アレン・ギンズバーグ, 『アメリカの没落』 "The Fall of America: Poems of these States, 1965-1971"
- 第25回（1974年）- アドリエンヌ・リッチ, "Diving into the Wreck: Poems 1971-1972"
- 第26回（1975年）- マリリン・ハッカー（英語版）, "Presentation Piece"
- 第27回（1976年）- ジョン・アッシュベリー, "Self-portrait in a Convex Mirror"
- 第28回（1977年）- リチャード・エバハート（英語版）, "Collected Poems, 1930-1976"
- 第29回（1978年）- ハワード・ネメロフ（英語版）, "The Collected Poems of Howard Nemerov"
- 第30回（1979年）- ジェイムズ・メリル, "Mirabell: Book of Numbers"
- 第31回（1980年）- フィリップ・レヴィン（英語版）, "Ashes"
- 第32回（1981年）- リゼル・ミュラー（英語版）, "The Need to Hold Still"
- 第33回（1982年）- ウィリアム・ブロンク（英語版）, "Life Supports: New and Collected Poems"
- 第34回（1983年）- ゴールウェイ・キネル, "Selected Poems"
- 第34回（1983年）- チャールズ・ライト (詩人)（英語版）, "Country Music: Selected Early Poems"
- 第42回（1991年）- フィリップ・レヴィン, "What Work Is"
- 第43回（1992年）- メアリー・オリヴァー（英語版）, "New & Selected Poems"
- 第44回（1993年）- A・R・アモンズ, "Garbage"
- 第45回（1994年）- ジェイムズ・テイト（英語版）, "A Worshipful Company of Fletchers"
- 第46回（1995年）- スタンリー・クニッツ, "Passing Through: The Later Poems"
- 第47回（1996年）- ヘイデン・カルース（英語版）, "Scrambled Eggs & Whiskey"
- 第48回（1997年）- ウィリアム・モリス・メレディス・ジュニア（英語版）, "Effort at Speech: New & Selected Poems"
- 第49回（1998年）- ガーナード・スターン, "This Time: New and Selected Poems"
- 第50回（1999年）- アイ, "Vice: New & Selected Poems"
- 第51回（2000年）- ルシール・クリフトン（英語版）, "Blessing the Boats: New and Selected Poems 1988-2000"
- 第52回（2001年）- アラン・デュガン, "Poems Seven: New and Complete Poetry"
- 第53回（2002年）- ルース・ストーン, "In the Next Galaxy"
- 第54回（2003年）- C・K・ウィリアムズ, "The Singing"
- 第55回（2004年）- ジーン・ヴァレンティン, "Door in the Mountain: New and Collected Poems, 1965-2003"
- 第56回（2005年）- W・S・マーウィン（英語版）, "Migration: New & Selected Poems"
- 第57回（2006年）- ナサニエル・マッキー（英語版）, "Splay Anthem"
- 第58回（2007年）- ロバート・ハス（英語版）, "Time and Materials: Poems, 1997-2005"
- 第59回（2008年）- マーク・ドティ（英語版）, "Fire to Fire: New and Collected Poems"
- 第60回（2009年）- キース・ウォルドロップ（英語版）, "Transcendental Studies: A Trilogy"
- 第61回（2010年）- テレンス・ヘイズ（英語版）, "Lighthead"
- 第62回（2011年）- ニッキー・フィニー（英語版）, "Head Off & Split"
- 第63回（2012年）- デイヴィッド・フェリー（英語版）, "Bewilderment: New Poems and Translations"
- 第64回（2013年）- en:Mary Szybist, "Incarnadine"
- 第65回（2014年）- ルイーズ・グリュック, "Faithful and Virtuous Night"
- 第66回（2015年）- en:Robin Coste Lewis, "Voyage of the Sable Venus"
- 第67回（2016年）- Daniel Borzutzky, "The Performance of Becoming Human"
- 第68回（2017年）- フランク・ビダート（英語版）, "Half-light: Collected Poems 1965-2016"
- 第69回（2018年）- ジャスティン・フィリップ・リード（英語版）, "Indecency"
- 第70回（2019年）- en:Arthur Sze, "Sight Lines"
- 第71回（2020年）- en:Don Mee Choi "DMZ Colony"
- 第72回（2021年）- en:Martín Espada, "Floaters"
- 第73回（2022年）- en:John Keene Punks, "New & Selected Poems"
- 第74回（2023年）- en:Craig Santos Perez, "from unincorporated territory [åmot]"
- 第75回（2024年）- en:Lena Khalaf Tuffaha, "Something About Living"

## 翻訳部門（TRANSLATION）
- 第18回（1967年）- グレゴリー・ラバッサ（英語版）, 原著：フリオ・コルタサル, 『石蹴り遊び』"Hopscotch"  / ウィラード・タスク (Willard Trask), 原著：ジャコモ・カサノヴァ, 『我が生涯の物語』(『カザノヴァ回想録』) , "History of My Life"
- 第19回（1968年）- ハワード・ホン ＆ エドナ・ホン, 原著：セーレン・キェルケゴール, "Journals and Papers"
- 第20回（1969年）- ウィリアム・ウィーヴァー（英語版）, イタロ・カルヴィーノ,『レ・コスミコミケ』, "Cosmicomics"
- 第21回（1970年）- ラルフ・マンハイム（英語版）, 原著：ルイ＝フェルディナン・セリーヌ,『城から城へ』, "Castle to Castle"
- 第22回（1971年）- フランク・ジョーンズ, 原著：ベルトルト・ブレヒト, 『屠殺場の聖ヨハンナ』"Saint Joan of the Stockyards"
- 第22回（1971年）- エドワード・サイデンステッカー, 川端康成,『山の音』, "The Sound of The Mountain"
- 第23回（1972年）- オーストリン・ウェインハウス, 原著：ジャック・モノー, 『偶然と必然』, "Chance and Necessity"
- 第24回（1973年）- アレン・マンデルボーム, 原著：ウェルギリウス,『アエネーイス』, "The Aeneid"
- 第25回（1974年）- カレン・ブラゼル, 原著：後深草院二条,『とはずがたり』,"The Confessions of Lady Nijo"
- 第25回（1974年）- ヘレン・R・レイン, 原著：オクタビオ・パス, "Alternating Current"
- 第25回（1974年）- ジャクソン・マシューズ, 原著：ポール・ヴァレリー,『テスト氏』, "Monsieur Teste"
- 第26回（1975年）- アンソニー・ケリガン, 原著：ミゲル・デ・ウナムーノ,『キリスト教の苦悶』, "The Agony of Christianity and Essays on Faith"
- 第28回（1977年）- リーリー・チェン, 原著：王実甫,『西廂記』"Master Tung's Western Chamber Romance"
- 第29回（1978年）- リチャード & クララ・ウィンストン, 原著：ウーヴェ・ゲオルク, "In the Deserts of This Earth"
- 第30回（1979年）- クレイトン・エシェルマン ＆ ホセ・ルビア・バルシア, 原著：セサル・バジェホ, "The Complete Posthumous Poetry"
- 第31回（1980年）- ウィリアム・アロウスミス, 原著：チェーザレ・パヴェーゼ,『働き疲れて』, "Hard Labor"
- 第31回（1980年）- ジェーン・ゲリー・ハリス ＆ コンスタンス・リンク, 原著：オシップ・マンデリシュターム,『全散文と書簡』, "Complete Critical Prose and Letters"
- 第32回（1981年）- フランシス・スティーグミュラー, 原著：『フロベール書簡集』
- 第32回（1981年）- ジョン・E・ウッズ, 原著：アルノ・シュミット, "Evening Edged in Gold"
- 第33回（1982年）- ロバート・L・ダンリー, 原著：樋口一葉,『樋口一葉 その文学と生涯　―貧しく、切なく、いじらしく―』 "In the Shade of Spring Leaves: Life and Writings of Higuchi Ichiyo, a Woman of Letters in Meiji Japan"
- 第33回（1982年）- リービ英雄, 原著：『万葉集』, "The Ten Thousand Leaves: A Translation of The Man Yoshu, Japan's Premier Anthology of Classical Poetry"
- 第34回（1983年）- リチャード・ハワード, 原著：シャルル・ボードレール,『悪の華』, "Les Fleurs du mal"
- 1984年-2017年、中断。
- 2018年 - マーガレット満谷（英語版）, 原著：多和田葉子,『献灯使』, "The Emissary"
- 2019年 - en:Ottilie Mulzet, 原著：クラスナホルカイ・ラースロー, "Baron Wenckheim's Homecoming"
- 2020年 - モーガン・ジャイルズ（英語版）, 原著：柳美里,『JR上野駅公園口』, "Tokyo　Ueno　Station"
- 2021年 - Aneesa Abbas Higgins, 原著：Elisa Shua Dusapin（英語版）, "Winter in Sokcho"
- 2022年 - en:Megan McDowell, 原著：Samanta Schweblin（英語版）, "Seven Empty Houses"
- 2023年 - en:Bruna Dantas Lobato, 原著：Stênio Gardel, "The Words That Remain"
- 2024年 - en:Lin King, 原著：en:Yang Shuang-zi, "	Taiwan Travelogue"

## 児童文学部門（YOUNG PEOPLE'S LITERATURE）
児童文学の部門（カテゴリ）
- 児童文学部門 （Children's Literature, 1969, 1976-1979）
- 児童書部門 （Children's Book, 1970-1975, 1980-1984）
- 児童小説部門 （Children's Fiction, 1983）
- 児童絵本部門 （Children's Picture Book, 1983）
- 児童文学部門 （Young People's Literature, 1996-）

- 第20回（1969年）- マインダート・ディヤング, 『ペパーミント通りからの旅』 "Journey from Peppermint Street"
- 第21回（1970年）- アイザック・バシェヴィス・シンガー, 『よろこびの日：ワルシャワの少年時代』 "A Day of Pleasure: Stories of a Boy Growing up in Warsaw"
- 第22回（1971年）- ロイド・アリグザンダー, 『セバスチァンの大失敗』 "The Marvelous Misadventures of Sebastian"
- 第23回（1972年）- ドナルド・バーセルミ, "The Slightly Irregular Fire Engine or The Hithering Thithering Djinn"
- 第24回（1973年）- アーシュラ・K・ル＝グウィン, 『さいはての島へ』 "The Farthest Shore"
- 第25回（1974年）- エレノア・カメロン, "The Court of the Stone Children"
- 第26回（1975年）- ヴァジニア・ハミルトン, 『偉大なるM・C』 "M. C. Higgins the Great"
- 第27回（1976年）- ウォルター・エドモンズ（英語版）,  『大平原にかける夢』 "Bert Breen's Barn"
- 第28回（1977年）- キャサリン・パターソン, "The Master Puppeteer"
- 第29回（1978年）- ジュディス・コール、ハーバート・コール, "The View From the Oak"
- 第30回（1979年）- キャサリン・パターソン, 『ガラスの家族』 "The Great Gilly Hopkins"
- 第31回（1980年）- ジョアン W・ブロス, "A Gathering of Days: A New England Girl's Journal" （ハード・カバー）
- 第31回（1980年）- マドレイン・ラングル, 『時間をさかのぼって：時間と空間の冒険3』 "A Swiftly Tilting Planet" （ペーパー・バック）
- 第32回（1981年）- ベッツィ・バイアース, "The Night Swimmers" （小説-ハード・カバー）
- 第32回（1981年）- ビバリー・クリアリー, 『ラモーナとおかあさん』 "Ramona and Her Mother" （小説-ペーパー・バック）
- 第32回（1981年）- アリソン C・ヘルツィヒ ＆ ジェーン・ローレンス, "Mali -- Oh, Boy! Babies" （ノンフィクション-ハード・カバー）
- 第33回（1982年）- ロイド・アリグザンダー, 『王国の独裁者』  "Westmark" （小説-ハード・カバー）
- 第33回（1982年）- ウィーダ・セベスティアン（英語版）, 『私は覚えていない』 "Words by Heart" （小説-ペーパー・バック）
- 第33回（1982年）- スーザン・ボナーズ（英語版）, 『ペンギンたちの夏』, "A Penguin Year" （ノンフィクション）
- 第33回（1982年）- モーリス・センダック, 『まどのそとのそのまたむこう』 "Outside Over There" （絵本-ハード・カバー）
- 第33回（1982年）- ピーター・スピアー, 『ノアのはこ船』 "Noah's Ark" （絵本-ペーパー・バック）
- 第34回（1983年）- ジーン・フリッツ（英語版）, "Homesick: My Own Story" （児童小説部門-ハード・カバー）
- 第34回（1983年）- ポーラ・フォックス, "A Place Apart" （児童小説部門-ペーパー・バック）
- 第34回（1983年）- ジョイス・キャロル・トーマス（英語版）, "Marked by Fire" （児童小説部門-ペーパー・バック）
- 第34回（1983年）- ジェームズ・クロス・ギブリン, "Chimney Sweeps" （児童書部門-ノンフィクション）
- 第34回（1983年）- バーバラ・クーニー, 『ルピナスさん ― 小さなおばあさんのお話』, "Miss Rumphius" （児童絵本部門-ハード・カバー）
- 第34回（1983年）- ウィリアム・スタイグ, 『歯いしゃのチュー先生』 "Doctor De Soto" （児童絵本部門-ハード・カバー）
- 第34回（1983年）- メリーアン・ホバーマン（英語版）〔作〕 ＆ ベティー・フレイザー〔画〕, "A House is a House for Me" （児童絵本部門-ペーパー・バック）
- 第47回（1996年）- ヴィクター・マルティネス, 『オーブンの中のオウム』 "Parrott In the Oven: MiVida"
- 第48回（1997年）- ハン・ノーラン, "Dancing on the Edge"
- 第49回（1998年）- ルイス・サッカー, 『穴』 "Holes"
- 第50回（1999年）- キンバリー・ウィリス・ホルト（英語版）, 『ザッカリー・ビーヴァーが町に来た日』 "When Zachary Beaver Came to Town"
- 第51回（2000年）- グロリア・ウィーラン（英語版）, 『家なき鳥』 "Homeless Bird"
- 第52回（2001年）- ヴァージニア・ユウワー・ウルフ（英語版）, 『トゥルー・ビリーヴァー』 "True Believer"
- 第53回（2002年）- ナンシー・ファーマー（英語版）, 『砂漠の王国とクローンの少年』  "The House of the Scorpion"
- 第54回（2003年）- ポリー・ホーヴァート（英語版）, 『ブルーベリー・ソースの季節』 "The Canning Season"
- 第55回（2004年）- ピート・ハウトマン（英語版）, "Godless"
- 第56回（2005年）- ジーン・バーズオール（英語版）,  『ペンダーウィックの四姉妹 ― 夏の魔法』 "The Penderwicks: A Summer Tale of Four Sisters, Two Rabbits, and a Very Interesting Boy"
- 第57回（2006年）- M・T・アンダーソン（英語版）, "The Astonishing Life of Octavian Nothing, Traitor to the Nation, Vol. I"
- 第58回（2007年）- シャーマン・アレクシー, 『はみだしインディアンのホントにホントの物語』 "The Absolutely True Diary of a Part-Time Indian"
- 第59回（2008年）- ジュード ワトソン（英語版）(本名ジュディ・ブランデルで発表) "What I Saw and How I Lied"
- 第60回（2009年）- フィリップ・フース（英語版）, 『席を立たなかったクローデット』 "Claudette Colvin: Twice Toward Justice"
- 第61回（2010年）- キャスリン・アースキン（英語版）, 『モッキンバード』 "Mockingbird"
- 第62回（2011年）- タィン＝ハ・ライ（英語版）, 『はじまりのとき』"Inside Out and Back Again"
- 第63回（2012年）- ウィリアム・アレグザンダー（英語版）, 『仮面の街』 "Goblin Secrets"
- 第64回（2013年）- シンシア・カドハタ, 『サマーと幸運の小麦畑』 "The Thing About Luck"
- 第65回（2014年）- ジャクリーン・ウッドソン（英語版）, 『わたしは夢を見つづける』"brown girl dreaming"
- 第66回（2015年）- ニール・シャスタマン（英語版）, 『僕には世界がふたつある』"Challenger Deep"
- 第67回（2016年）- ジョン・ルイス〔作〕 ＆アンドリュー・アイディン（英語版）〔作〕＆ ネイト・パウエル（英語版）〔画〕,『MARCH 3 セルマ 勝利をわれらに』 "March: Book Three"
- 第68回（2017年）- ロビン・ベンウェイ（英語版）, "Far From the Tree"
- 第69回（2018年）- エリザベス・アセヴェド（英語版）, 『詩人になりたいわたしＸ』"The Poet X"
- 第70回（2019年）- マーティン・W・サンドラー（英語版）, "1919: The Year That Changed America"
- 第71回（2020年）- ケイスン・キャレンダー（英語版）, 『キングと兄ちゃんのトンボ』"King and the Dragonflies"
- 第72回（2021年）- en:Malinda Lo, "Last Night at the Telegraph Club"
- 第73回（2022年）- サバア・タヒア（英語版）, "All My Rage"
- 第74回（2023年）- ダン・サンタット（英語版）, "A First Time for Everything"
- 第75回（2024年）- シファ・サルタギ・サファディー（英語版）, "Kareem Between"

## 時事部門 -その他（CONTEMPORARY AFFAIRS etc.）
- 時事部門 （Contemporary Affairs, 1972-1977）
- 現代思想部門 （Contemporary Thought, 1977-1979）
- Current Interest部門 （1980）
- 一般参考図書部門 （General Refefence Books, 1980）

- 第23回（1972年）- スチュアート・ブランド〔編〕, 『地球の論点』"The Last Whole Earth Catalogue" （時事部門）
- 第24回（1973年）- フランシス・フィッツジェラルド（英語版）, "Fire in the Lake: The Vietnamese and the Americans in Vietnam" （時事部門）
- 第25回（1974年）- マレー・ケンプトン（英語版）, "The Briar Patch" （時事部門）
- 第26回（1975年）- セオドア・ローゼンガーテン（英語版）, "All God's Dangers: The Life of Nate Shaw" （時事部門）
- 第27回（1976年）- マイケル・J・アーレン（英語版）, "Passage to Ararat" （時事部門）
- 第28回（1977年）- ブルーノ・ベッテルハイム, 『昔話の魔力』 "The Uses of Enchantment: The Meaning and Importance of Fairy Tales" （現代思想部門）
- 第29回（1978年）- グロリア・エマソン（英語版）, "Winners & Losers" （現代思想部門）
- 第30回（1979年）- ピーター・マシーセン, 『雪豹』 "The Snow Leopard" （現代思想部門）
- 第31回（1980年）- ジュリア・チャイルド, "Julia Child and More Company" （Current Interest部門-ハード・カバー）
- 第31回（1980年）- クリストファー・ラッシュ, 『ナルシシズムの時代』 "The Culture of Narcissism: American Life in an Age of Diminishing Expectations" （Current Interest部門-ペーパー・バック）
- 第31回（1980年）- エルダー・ウィット〔編〕, "The Complete Directory" （一般参考図書部門-ハード・カバー）
- 第31回（1980年）- ティム・ブルックス ＆ アーリー・マーシュ, "The Complete Directory of Prime Time Network TV Shows: 1946-Present" （一般参考図書部門-ペーパー・バック）